# Live at the Continental Club

Live at the Continental Club est un bootleg du groupe Sonic Youth, publié en 1992 par le label pirate du groupe, Sonic Death (label). Il fut enregistré, comme son nom l'indique, au Continental Club d'Austin (États-Unis), le 12 avril 1986 (le premier live contenant les morceaux de l'album EVOL). Le groupe commence en jouant des morceaux d' EVOL, puis termine le concert avec des morceaux de leurs précédents disques - si l'on excepte Expressway to yr Skull (coupé), provenant lui aussi d'EVOL - (Kill yr Idols provient de l'EP du même nom (Kill yr Idols), Ghost Bitch de Bad Moon Rising et les deux derniers morceaux de Confusion Is Sex).

## Titres
1. Tom Violence
2. Shadow of a Doubt
3. Starpower
4. Secret Girls
5. Death To Our Friends
6. Green Light
7. Kill Yr Idols
8. Ghost Bitch
9. Expressway to yr Skull [coupé]
10. World Looks Red
11. Confusion (Indeed)